# Bernhard von Coesfeld
Bernhard von Coesfeld (* im 13. Jahrhundert; † 1301 in Lübeck) war ein deutscher Groß- und Fernkaufmann und Politiker. Als Ratsherr und Bürgermeister zählte er zu den prägenden Gestalten der norddeutschen, reichsunmittelbaren Hansestadt Lübeck im letzten Jahrzehnt des 13. Jahrhunderts.

## Namensvarianten
Sowohl Vor- als auch Nachname Bernhard von Coesfelds kommen in zahlreichen unterschiedlichen Schreibweisen vor. So sind für ersteren beispielsweise Bernard, Bernart und Bernardus bekannt. Als Nachnamensvarianten existieren van Cosfeld, van Cosfelde, de Cosfelde, de Cousfeld, de Cŭssfeld, de Costuelde, van Kuselde, Cusvelt sowie de Cuffolde. Sein Enkel Bernard Cosfeld († 1367) ist ferner unter dem Vornamen Bernt sowie unter den Nachnamen Coesvelde, Cǒesueld, Kusfeld und Kůsuelt bekannt – eventuell wurden einige davon auch bereits zwei Generationen zuvor für Bernhard von Coesfeld verwendet.

## Leben und Wirken
Er war der Sohn des Lübecker Ratsherren Marquard von Coesfeld (Liniennummer 215), der sich wohl ebenfalls als Kaufmann betätigte, und heiratete mit Eyleke eine Tochter des Ratsherren Johan(n) Moench (oder Monik; Liniennummer 203). Auch mehrere der Nachkommen des Paares wurden Mitglieder des Rates.
Bernhard von Coesfeld handelte unter anderem mit Getreide, Kupfer und Wachs und knüpfte Geschäftsbeziehungen zwischen seiner Heimatstadt sowie beispielsweise Flandern und der Hansestadt Elbing im Deutschordensstaat. Einige Historiker vermuten, dass er darüber hinaus um 1287 Vorsteher des Heiligen-Geist-Hospitals war. Zumindest ist gesichert, dass er in jenem Jahr zusammen mit Werner Huno Salinenanteile für ebendieses Hospital erwarb. Vor allem aber unterhielt er rege Handelskontakte nach England und lebte ab mindestens 1271 für längere Zeit in der ostenglischen Hafenstadt Lynn, von der aus sich der deutsche Englandhandel entwickelte. Dort war er gemeinsam mit Hinrious Opman und Johannes Hamer zeitweise Ältermann der deutschen Kaufleute. An anderer Stelle in der Literatur ist hingegen zu lesen, von Coesfeld sei „um 1287 [lediglich] Beisitzer des Ältermannes“ gewesen.
Aus dieser verantwortungsvollen Position heraus wurde von Coesfeld im Jahr 1292 in den Rat der Stadt Lübeck gewählt (Liniennummer 274). Er agierte 1298 als Vertreter des Rates beim Abschluss einer Kompromissregelung mit dem Lübecker Bischof Burkhard von Serkem und dem Domkapitel. Bald darauf stieg er 1299 zum Bürgermeister auf. Aus nicht überliefertem Anlass wurde Bernhard von Coesfeld 1301 auf dem Lübecker Marktplatz erstochen. Man bestattete ihn in der Katharinenkirche.

## Grundbesitz in Lübeck
Im Jahr 1284 war von Coesfeld am Verkauf einer Bude an der Markttwiete 4 (Marienquartier) beteiligt und 1287 erhielt er das Gebäude an der Straße Balauerfohr 25/27 (Johannisquartier), an dem er die Besitzrechte allerdings bereits 1288 wieder abtrat. Im gleichen Jahr verkaufte er auch das Haus in der Mühlenstraße 35 (Johannisquartier) sowie einen Kornspeicher An der Obertrave 59 (Marienquartier), der vormals seinem Schwiegervater Johan Moench gehört hatte und den er zusammen mit dem Kaufmannskollegen Segebodo Crispin betrieben hatte. Im Jahr 1290 bewohnte von Coesfeld das Haus an der Breiten Straße 97 (Johannisquartier) und 1300 besaß er zudem die Bude am Markt 5 / Kohlmarkt 8 (Marienquartier). Kurz vor seinem Tod war er noch 1301 am Verkauf des Hauses in der Beckergrube 22 (Marien-Magdalenen-Quartier) beteiligt.